# Antonio Giménez-Rico
Antonio Giménez-Rico Sáenz de Cabezón (Burgos, 20 de octubre de 1938 - Madrid, 12 de febrero de 2021) fue un director de cine y guionista español.

## Biografía
Licenciado en Derecho por la Universidad de Valladolid, estudió también periodismo y piano. Crítico cinematográfico en la revista Cinestudio. Fue ayudante de dirección de Vittorio Cottafavi y Eugenio Martín, entre otros, antes de rodar su primera película. Presidió la Academia de las Artes y las Ciencias Cinematográficas de España (1988-1992) y colaboró en los programas de José Luis Garci ¡Qué grande es el cine! (1995-2005) y Cine en blanco y negro (desde 2009). Su último proyecto cinematográfico fue Conspiración en la catedral, una adaptación para la pantalla grande de la novela Inquietud en el Paraíso del escritor burgalés Óscar Esquivias, que finalmente no pudo rodarse debido a la crisis y a motivos políticos:

«Iba a hacerla TVE pero un buen día me llamó su entonces presidente para decirme que como era un proyecto que trataba de la Guerra Civil, aunque de manera tangencial, él no era partidario de volver a tocar ese tema. Literalmente me dijo: ‘Estoy de la Memoria Histórica hasta los cojones’.»

Fundó y dirigió la Asamblea de Directores y Realizadores Cinematográficos de España (ADIRCE).
Trabajó también para la televisión y dirigió programas (como Rasgos, en el que Mónica Randall entrevistaba a personalidades), documentales y series de televisión como Plinio (y algún capítulo de Cuentos y leyendas, Crónicas de un pueblo o Página de sucesos). 
La periodista Valeria Vegas hizo un estudio de su película documental Vestida de azul. Lo tituló Vestidas de azul. Análisis social y cinematográfico de la mujer transexual en los años de la transición española (editorial Dos Bigotes, 2019).
Falleció en Madrid el 12 de febrero de 2021, enfermo de COVID-19.

## Premios y reconocimientos
- Premio Castilla y León de las Artes en 1996.

- En 2014 fue nombrado académico honorario de la Academia Burgense de Historia y Bellas Artes (Institución Fernán González).[11]

- En 2018 la Seminci de Valladolid le concedió la Espiga de Honor, en reconocimiento a su carrera cinematográfica.[12]

## Filmografía como director
- Mañana de domingo (1966)
- El hueso (1968)
- El cronicón (1969). Guion escrito en colaboración con José Luis Garci
- ¿Es usted mi padre? (1971)
- Retrato de familia (1976). Adaptación de la novela Mi idolatrado hijo Sisí, de Miguel Delibes
- Del amor y de la muerte (1977)
- Al fin solos, pero... (1977)
- Vestida de azul (1983)
- El disputado voto del Sr. Cayo (1986). Adaptación de la novela homónima de Miguel Delibes
- Jarrapellejos (1987). Adaptación de la novela homónima de Felipe Trigo
- Soldadito español (1988). Guion escrito en colaboración con Rafael Azcona
- Catorce estaciones (1991)
- Tres palabras (1993)
- Sombras y luces: Cien años de cine español (1996). Documental
- Las ratas (1997). Adaptación de la novela homónima de Miguel Delibes
- Primer y último amor (2002). Adaptación de la novela homónima de Torcuato Luca de Tena Brunet
- Hotel Danubio (2003). Remake de la película Los peces rojos (1955), de José Antonio Nieves Conde
- El libro de las aguas (2008). Adaptación de la novela homónima de Alejandro López Andrada

### Guion
- Días de viejo color (1967, dirigida por Pedro Olea)

## Televisión y series
- Crónica, Torremolinos invierno (1965)
- Plinio (1971), serie
- Crónicas de un pueblo (1971), serie
- La balada del pequeño soñador (1972)
- Los libros (1974), serie
- Fray Gerundio de Campazas (1974)
- Cuentos y leyendas (1974-1975), serie
- Viaje a la Alcarria (1976)
- La máscara negra (1982)
- Rasgos (1982)
- Página de sucesos (1985), serie

## Documentales
- Crónica, Torremolinos invierno (1965)
- Vestida de azul (1983)
- Sombras y luces: Cien años de cine español (1996)
- Castilla y León, patrimonio de la humanidad (2005)
- El son del agua, cerca del Duero (2006)
- Espacios entre muros (2007)
- Ramoncín. Una vida en el filo (2017) (Aparece como uno de los entrevistados)